# Henry Eliot Howard
Henry Eliot Howard (Kidderminster, Worcestershire, Inglaterra, 13 de novembro de 1873 - Stourport-on-Severn, Worcestershire, Inglaterra, 26 de dezembro de 1940) foi um ornitólogo amador inglês, conhecido por ser um dos primeiros a descrever comportamentos de territorialidade em pássaros de maneira detalhada. Suas ideias sobre territorialidade foram influentes no trabalho de Edward Max Nicholson.

## Publicações

### Livros

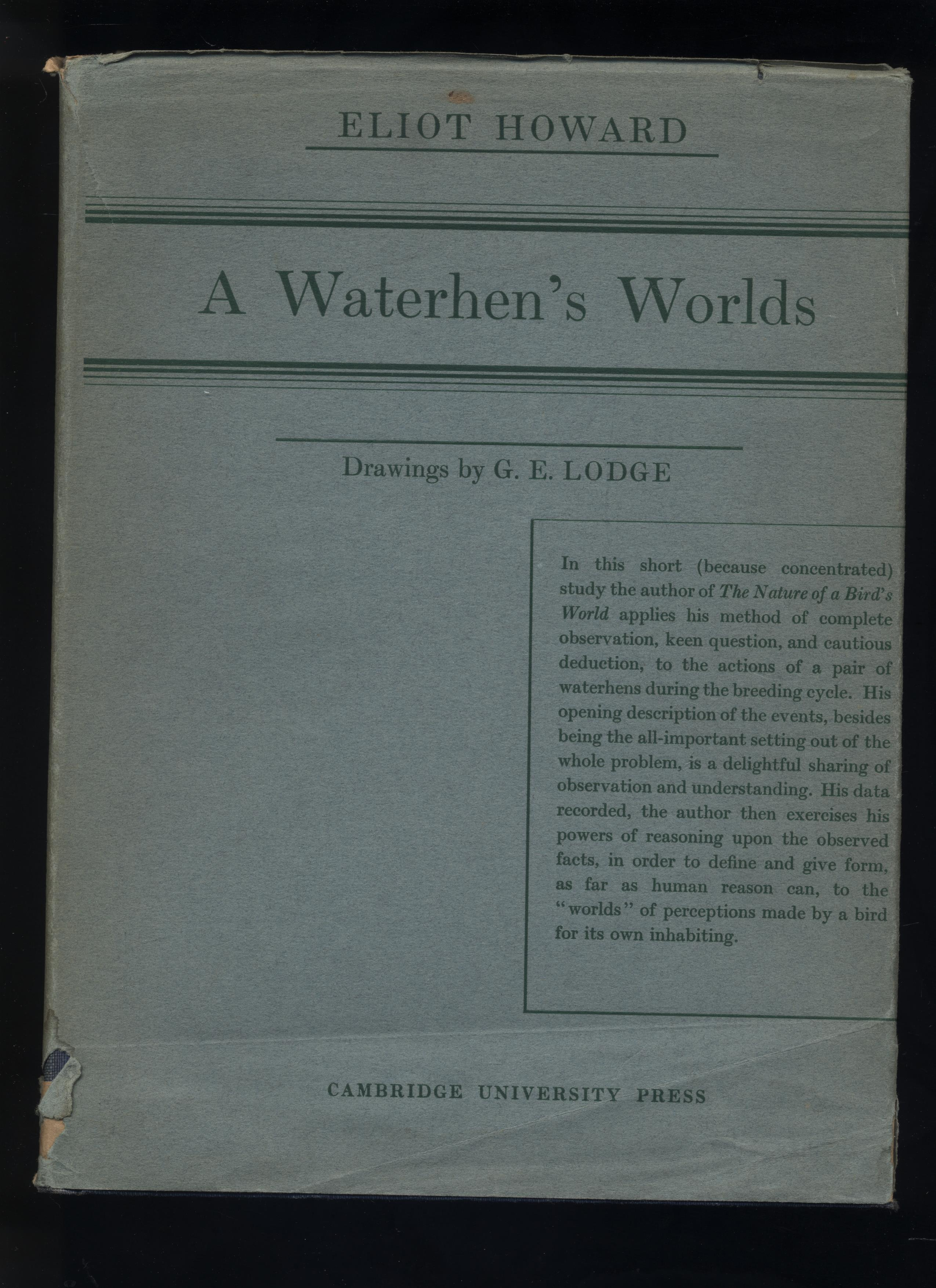
A Waterhen's Worlds

- Howard, Eliot (1907). The British Warblers: A History with Problems of Their Lives. [S.l.]: R. H. Porter 2 vols.
- —— (1920). Territory in Bird Life. [S.l.]: John Murray
- —— (1929). An Introduction to the Study of Bird Behaviour. [S.l.]: Cambridge University Press
- —— (1935). The Nature of a Bird's World. [S.l.]: Cambridge University Press
- —— (1940). A Waterhen's Worlds. [S.l.]: Cambridge University Press

### Artigos de periódicos
- Howard, Henry Eliot (1899a). "Notes on Some Birds from North Worcestershire". The Zoologist. 4th series, vol. 3, issue 696 (June, 1899), p. 259–261 – via Wikisource.
- —— (1899b). "Ornithological Notes from the North-West of Ireland". The Zoologist. 4th series, vol. 3, issue 701 (November, 1899), p. 481–485 – via Wikisource.
- —— (1900a). «Unusual Numbers of Green Plover in Worcestershire». The Zoologist. 4th series, vol. 4 (706 (April, 1900), section 'Notes and Queries'): 187
- —— (1900b). «Variations in the Notes and Songs of Birds in different Districts». The Zoologist. 4th series, vol. 4 (710 (August, 1900), section 'Notes and Queries'): 382–383
- [[:s:pt:|]] no Wikisource.
- —— (1901b). «On the increase of the Starling and the Hawfinch». The Zoologist. 4th series, vol. 5 (726 (December, 1901)): 463-467
- 1902a: 'On Mr. Selous' Theory of the Origin of Nests'. The Zoologist, 4th series, vol. 6, p. 145–148.
- 1902b: 'Cirl Bunting in Ireland'. The Zoologist, 4th series, vol. 6, (section 'Notes and Queries'), p. 353/4
- 1902c: 'The Birds of Sark; and Variation in Song'. The Zoologist, 4th series, vol. 6, p. 416–422.
- —— (1903). «On Sexual Selection and the Aesthetic Sense in Birds.». The Zoologist. 4 (7): 407–417